# 三重ブランド
三重ブランド（みえぶらんど）は、三重県が行う県内産品への行政支援制度。

## 概要
三重県産品の生産・製造を行う事業者からの申請に基づき、県内で生産される消費財（個人や家庭で消費されるものを想定）について、「全国に通用する高い商品力があるか」「三重県のイメージアップにつながるか」などの観点から三重ブランド認定委員会が審議・検討し、三重県が認定する。
認定されたものについては、三重県と事業者が協力して、三重県を代表する県産品として、全国に情報発信を行う。当該商品は「三重ブランド」を名乗ることができる。
全国各地で行われている、行政主導型の地場産業振興制度のひとつ。この制度の大きな特徴は、品目の責任の所在を明確化し消費者に対するブランドの信頼性を確保しようという観点から、品目のみではなく、品目（もの）＋生産製造事業者（ひと）をブランド認定の対象としている点である。

## 三重ブランド品
- 現在の三重ブランド認定品とその認定事業者は以下の通り。認定業者名の後の括弧内は認定された年度。

### 南紀みかん
紀伊半島の南東部、三重県の最南端に位置する紀南地域は、古くから「1年中みかんの取れる産地」として多種類の柑橘が栽培されている。その中で紀南みかんが三重ブランドとして認定されている。
以下の事業者が認定されている。
- 三重南紀農業協同組合（2005年）

### ひじき
内海で栄養塩が豊富な伊勢湾と水質のよい太平洋の海水が混ざり合う遠浅で岩場の海域はひじきの生育に適しており、古くから伊勢ひじきと呼ばれ、長く太く風味が良いとして高値で取引された。この「伊勢ひじき」の伝統を保護し、品質の維持を目的として以下の事業者が認定されている。
- 北村物産株式会社（2003年）
- ヤマナカフーズ株式会社（2003年）

### 伊勢茶
- 伊勢茶をブランドとして確立するために以下の事業者が認定されている。
  - 株式会社川原製茶（2003年）
  - 中島製茶株式会社（2005年）
  - 有限会社深緑茶房（2008年）

### ヒノキ
県内全域で林業が行われているが、特に尾鷲周辺地域のヒノキ生産の保護を目的として以下の事業者が認定されている。
- 速水林業（2003年）

### 松阪牛
以下の事業者が認定されている。
- 松阪牛協議会（2001年）
- 有限会社和田金（2001年）

### 的矢かき
以下の事業者が認定されている。
- 有限会社佐藤養殖場（2001年）

### 伊勢海老
以下の事業者が認定されている。
- 志摩の国漁業協同組合他10漁協（2001年）

### アワビ
以下の事業者が認定されている。
- 鳥羽磯部漁業協同組合他7漁協（2001年）

### 真珠
以下の事業者が認定されている。
- 三重県真珠養殖漁業協同組合他6漁協（2001年）
- くまの灘漁業協同組合他1漁協（2001年）
- 株式会社ミキモト（2001年）
- 株式会社御木本真珠島（2001年）
- 有限会社大ハタパール工業
- 有限会社 滝田真珠（2016年）

### あのりふぐ
以下の事業者が認定されている。
- 志摩の国漁業協同組合（2008年）

### 伊賀焼
以下の事業者が認定されている。
- 長谷製陶株式会社（2008年）